# Halbtrockenrasen am Forggensee
Halbtrockenrasen am Forggensee este o arie protejată (arie specială de conservare — SAC, sit de importanță comunitară — SCI) din Germania întinsă pe o suprafață de 170,27 ha, integral pe uscat.

## Localizare
Centrul sitului Halbtrockenrasen am Forggensee este situat la coordonatele 47°36′44″N 10°45′35″E / 47.6122°N 10.7597°E.

## Înființare
Situl Halbtrockenrasen am Forggensee a fost declarat sit de importanță comunitară în noiembrie 2004 pentru a proteja 2 specii de plante și 2 specii de animale. Situl a fost protejat și ca arie specială de conservare în aprilie 2016.

## Biodiversitate
Situată în ecoregiunea continentală, aria protejată conține 9 habitate naturale: Pajiști uscate seminaturale și facies de acoperire cu tufișuri pe substraturi calcaroase (Festuco-Brometalia) (* situri importante pentru orhidee), Pajiști uscate seminaturale și facies de acoperire cu tufișuri pe substraturi calcaroase (Festuco-Brometalia) (* situri importante pentru orhidee), Formațiuni ierboase bogate în specii de Nardus, dezvoltate pe substraturi silicioase în zone montane (și în zone submontane, în Europa continentală), Pajiști cu Molinia pe soluri calcaroase, turboase sau argilos-nămoloase (Molinion caeruleae), Fânețe de joasă altitudine (Alopecurus pratensis, Sanguisorba officinalis), Fânețe montane, Mlaștini alcaline, Păduri de fag Asperulo-Fagetum, Păduri pe pante, grohotișuri și ravene de Tilio-Acerion.
La baza desemnării sitului se află mai multe specii protejate:
- plante (2): papucul doamnei (Cypripedium calceolus), Gladiolus palustris
- nevertebrate (2): Coenagrion mercuriale, fluturele auriu (Euphydryas aurinia)